# Paderne (Paderne de Allariz)
Paderne (llamada oficialmente San Cibrao de Paderne) es una parroquia y un lugar del municipio español de Paderne de Allariz, en la provincia de Orense, Galicia.

## Toponimia
La parroquia también es conocida por el nombre de San Ciprián de Paderne.

## Organización territorial
La parroquia está formada por dos entidades de población:
- Paderne (Paderne de Allariz)
- Vilameá

## Demografía

### Parroquia
| Gráfica de evolución demográfica de Paderne (parroquia) entre 2000 y 2023 |
|                                                                           |
| Datos según el nomenclátor publicado por el INE.                          |

### Lugar
| Gráfica de evolución demográfica de Paderne (lugar) entre 2000 y 2023 |
|                                                                       |
| Datos según el nomenclátor publicado por el INE.                      |